# 蔵玉
蔵玉（くらだま、くらたま）は、千葉県君津市の地名。丁番を持たない単独町名で、郵便番号は292-0536。

## 地理
市内南東部、小櫃川上流域に位置する。地内の大半は山林であり、中央部のわずかな平地に水田と集落が広がる。
北で市原市大久保・市原市戸面、東で夷隅郡大多喜町筒森、東から南にかけて黄和田畑、西で折木沢・滝原・釜生・黄和田畑（飛地）・坂畑とそれぞれ接するほか、北端で怒田ともわずかに接する（特記ないものは君津市）。また、地内には黄和田畑や釜生のごく小さい飛地（建物1軒単位）が数ヶ所存在する。

### 河川
- 小櫃川

## 歴史
古くは黒玉とも表記された。また中世には亀山城があった。

### 沿革
- 江戸時代 - 望陀郡蔵玉村および門生村成立。当初は川越藩領、後に前橋藩領。
- 1873年（明治6年） - 蔵玉村および門生村、千葉県に所属。
- 1874年（明治7年） - 門生村が蔵玉村に編入。
- 1878年（明治11年） - 村内に亀山小学校（現：君津市立坂畑小学校）の分校が開校。
- 1882年（明治15年） - 亀山小学校分校が独立、蔵玉小学校となる。
- 1889年（明治22年）4月1日 - 町村制施行により望陀郡亀山村大字蔵玉となる。
- 1897年（明治30年）4月1日 - 亀山村、郡統合により君津郡所属となる。
- 1917年（大正6年） - 蔵玉小学校が台風により倒壊。
- 1954年（昭和29年）10月1日 - 亀山村と久留里町・松丘村が合併し君津郡上総町が成立、同町の大字となる。
- 1970年（昭和45年）9月28日 - 上総町と君津町（2代目）・小糸町・清和村・小櫃村が合併し君津郡君津町（3代目）が成立、同町の大字となる。
- 1971年（昭和46年）9月1日 - 君津町が市制施行し、君津市となる。
- 2011年（平成23年）3月31日 - 君津市立蔵玉小学校閉校[4]、君津市立坂畑小学校に統合[5]。

## 世帯数と人口
2018年（平成30年）6月30日現在の世帯数と人口は以下の通りである。
| 大字 | 世帯数 | 人口  |
| ---- | ------ | ----- |
| 蔵玉 | 74世帯 | 159人 |

## 小・中学校の学区
市立小・中学校に通う場合、学区は以下の通りとなる。
| 番地 | 小学校             | 中学校                 |
| ---- | ------------------ | ---------------------- |
| 全域 | 君津市立坂畑小学校 | 君津市立上総小櫃中学校 |

上述の通り、かつては地内に君津市立蔵玉小学校が所在したが、2011年3月末をもって閉校している。

## 交通
地内を通る鉄道・バス路線はない。君津市コミュニティバス亀山線が地内を通過していたが、デマンドタクシーに移行する形で2012年9月に廃止された。

### 道路
国道
- 国道465号
  - 蔵玉トンネル

## 施設
- 蔵玉簡易郵便局
- 蔵玉公会堂
- 熊野神社 - 地内に2か所存在する。